# Janaul
Janaul (russisch Янаул, baschkirisch Яңауыл/Jañauyl) ist eine Stadt in der Republik Baschkortostan (Russland) mit 26.924 Einwohnern (Stand 14. Oktober 2010).

## Geographie
Die Stadt liegt im Uralvorland, etwa 230 km nördlich der Republikhauptstadt Ufa bei der Mündung der Janaulka in den Bui, einen linken Nebenfluss der Kama.
Janaul ist der Oblast administrativ direkt unterstellt und zugleich Verwaltungszentrum des gleichnamigen Rajons.

## Geschichte
Eine Ansiedlung an Stelle der heutigen Stadt ist seit der ersten Hälfte des 18. Jahrhunderts bekannt. Um 1914 entstand die Stationssiedlung Janaul mit dem Bau der Eisenbahnstrecke Kasan–Jekaterinburg, welche 1936 (nach anderen Angaben 1938) den Status einer Siedlung städtischen Typs und 1991 Stadtrecht erhielt.

### Bevölkerungsentwicklung
| Jahr | Einwohner |
| ---- | --------- |
| 1939 | 11.861    |
| 1959 | 15.843    |
| 1970 | 20.115    |
| 1979 | 21.839    |
| 1989 | 25.727    |
| 2002 | 27.909    |
| 2010 | 26.924    |

Anmerkung: Volkszählungsdaten